# Qarah Khān Beyglū
Qarah Khān Beyglū (persiska: قره خان بيگلو, Qareh Khān Beyglū) är en ort i Iran.   Den ligger i provinsen Ardabil, i den nordvästra delen av landet, 500 km nordväst om huvudstaden Teheran. Qarah Khān Beyglū ligger 590 meter över havet och antalet invånare är 990.
Terrängen runt Qarah Khān Beyglū är kuperad. Runt Qarah Khān Beyglū är det ganska glesbefolkat, med 43 invånare per kvadratkilometer. Qarah Khān Beyglū är det största samhället i trakten. Trakten runt Qarah Khān Beyglū består till största delen av jordbruksmark.